# DKW F8
O DKW F8 é um sedã com motor de dois tempos e tração dianteira, introduzido em 1939. O modelo básico, conhecido como Reichsklasse, foi fabricado apenas até 1940, mas o sedã Meisterklasse continuou em produção até 1942. Além dos sedãs, versões conversíveis foram oferecidas.
O "F" no nome do carro significava "Front", que se referia à sua configuração de tração dianteira. Embora em retrospecto seja quase sempre identificado como "F8", o que o distingue do "F7", que o precedeu, e do "F9", que pretendia substituí-lo, o material publicitário do fabricante de 1939 o chama simplesmente de "DKW Front".
Após a Segunda Guerra Mundial, o carro reapareceu em 1949 como IFA F8, da fábrica de Zwickau que agora operava sob controle soviético. A fábrica e a operação foram reorganizadas como Volkseigener Betrieb (ou "Empresa de Propriedade do Povo") Automobilwerke Zwickau (AWZ). O F8 continuou em produção em Zwickau até aproximadamente 1955: além das carrocerias sedã e conversível, vários tipos de carroceria adicionais disponíveis no pós-guerra incluíam um furgão e uma perua.

## Opções de motor

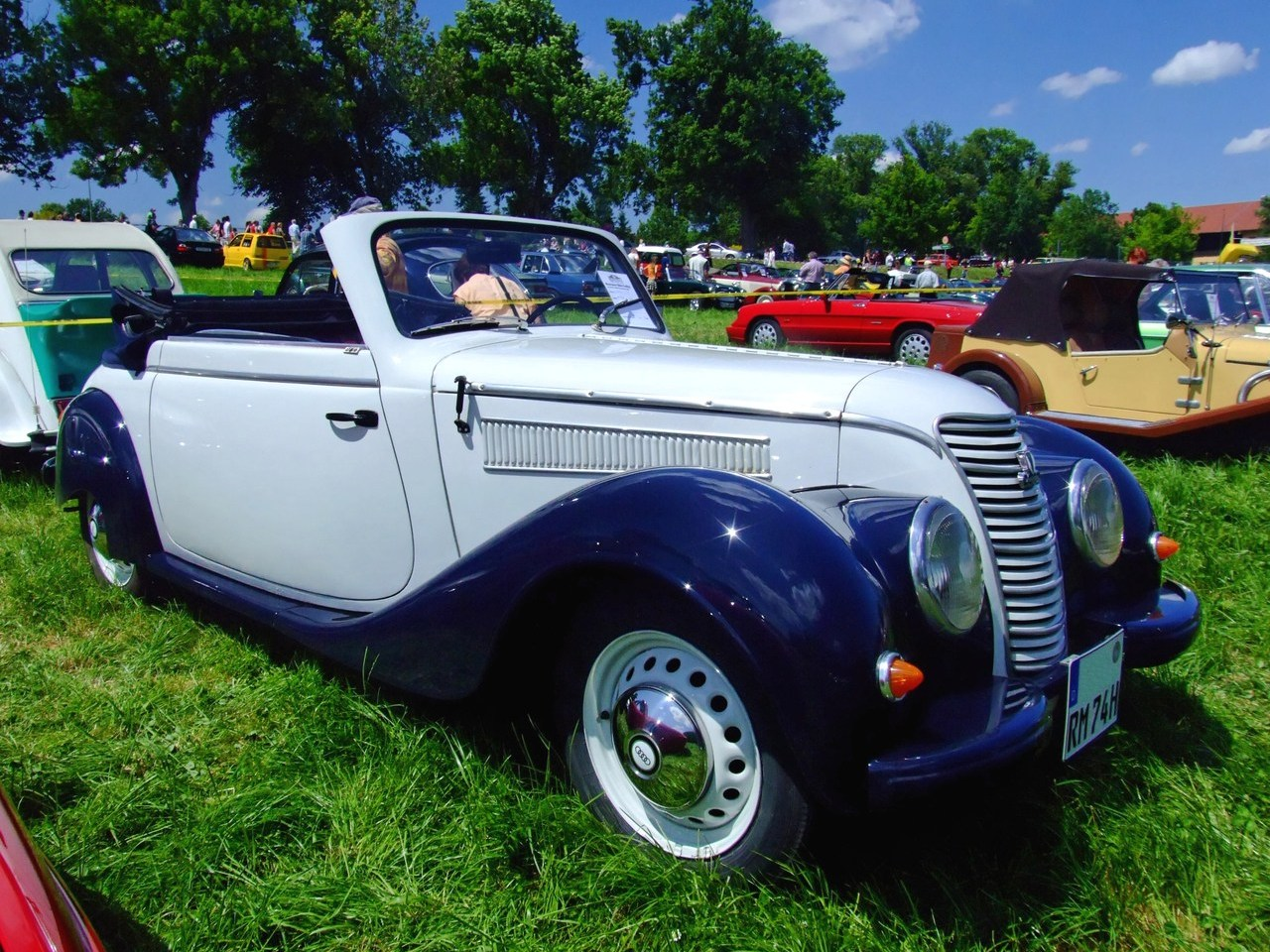
DKW F8 Cabriolet.

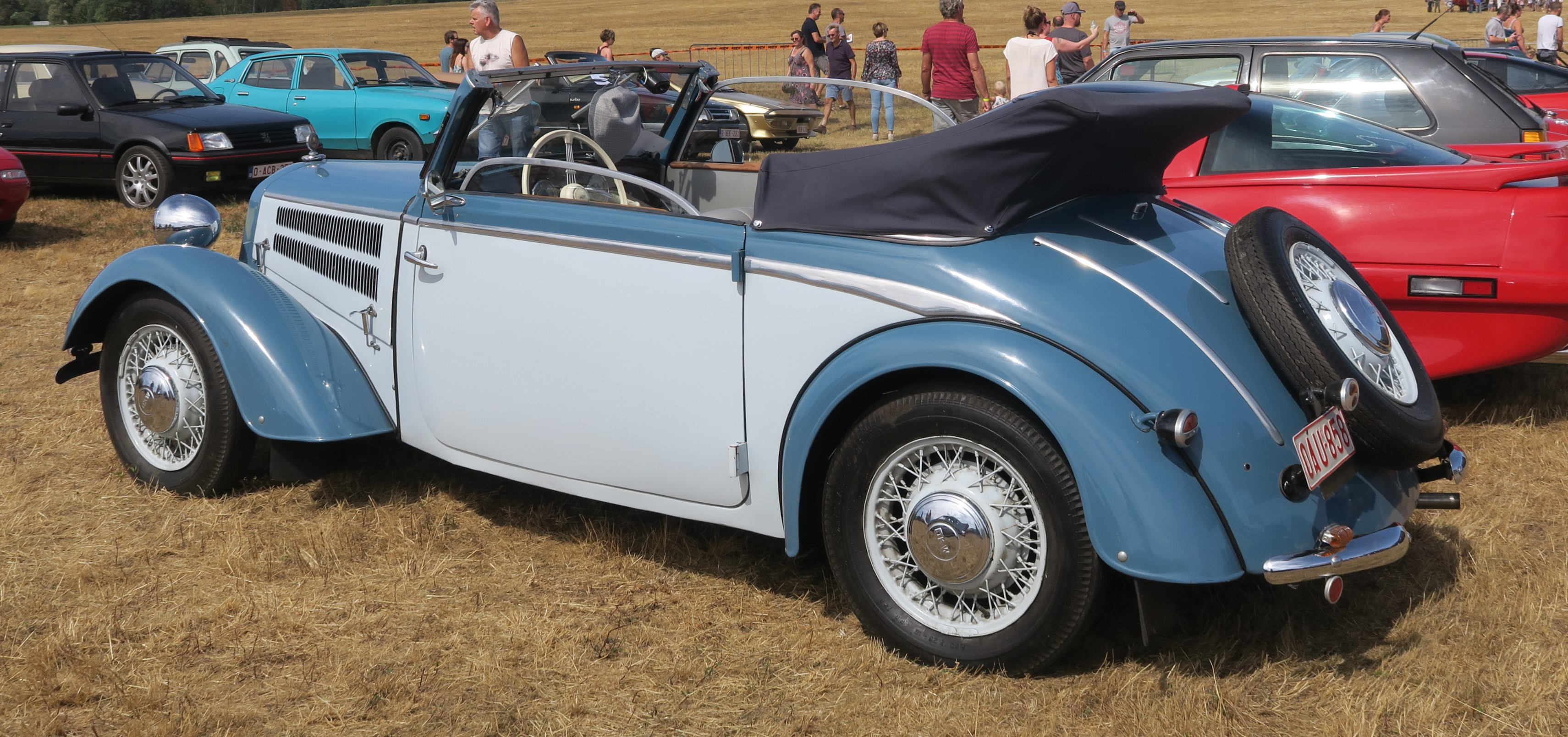
DKW F8 Cabriolet visto por trás

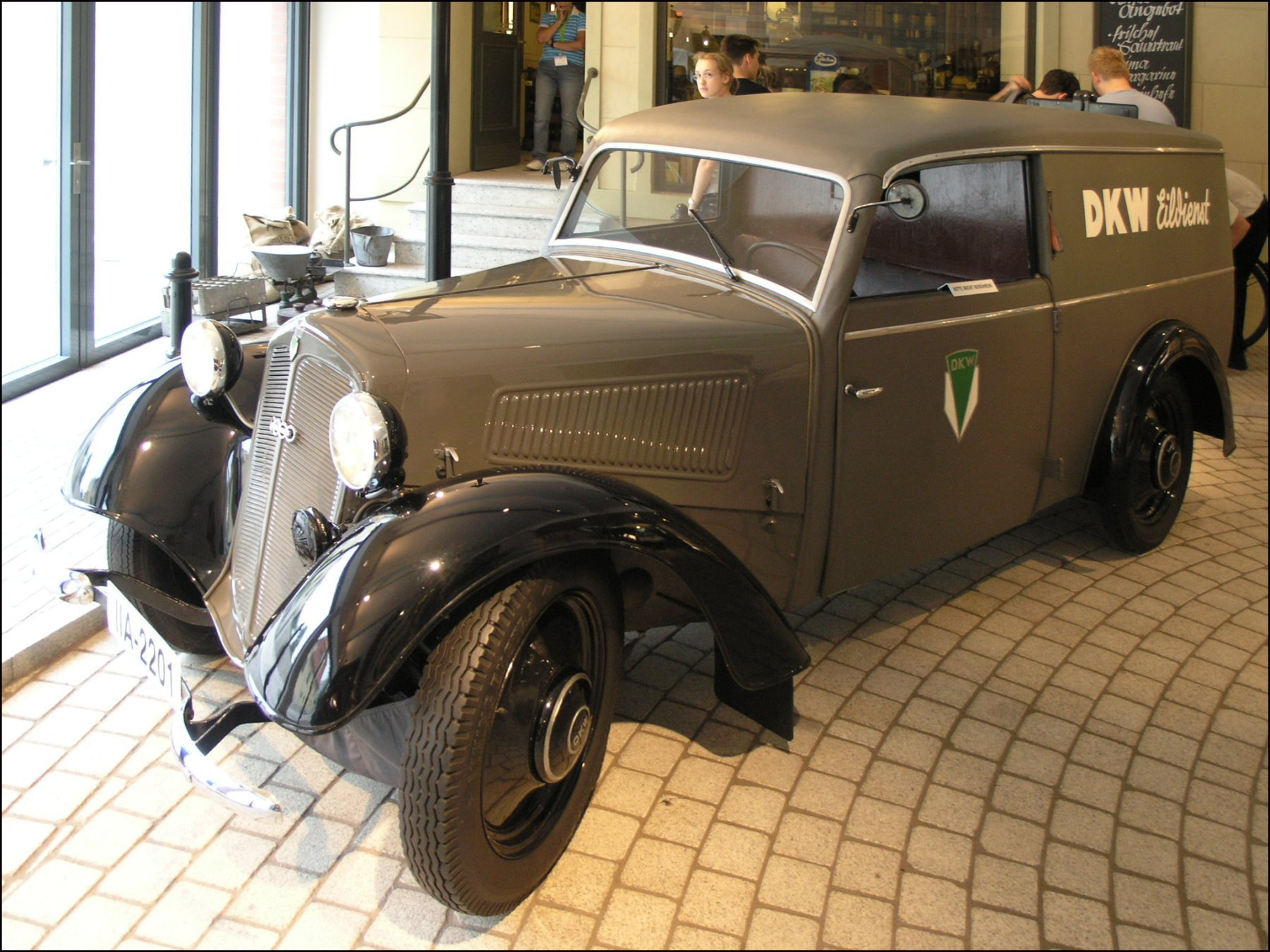
DKW F8 Kastenwagen, uma variante de furgão.

O modelo básico 'Reichsklasse' tinha o motor de dois cilindros e de dois tempos de seu antecessor, mas com um furo fracionado. A capacidade do motor era agora de 589 cc. A potência e a velocidade máxima declaradas eram como antes, de 18 cv e 80 km/h.
A versão 'Meisterklasse' do DKW F8 também herdou o motor de configuração similar de 692 cc de seu antecessor. Para este motor, 20 cv foram reivindicados com uma velocidade máxima de 85 km/h. Foi este motor maior que reapareceu no IFA F8 em 1949.
A potência era entregue às rodas dianteiras por meio de uma caixa de câmbio manual de três velocidades com um mecanismo de roda-livre travável em todas as três relações. O motor era ligado usando um dispositivo Dynastart, que era uma combinação de motor de partida/gerador.

## Carroceria
A carroceria foi montada em um chassi de estrutura de caixa que facilitou a instalação de diferentes opções de carroceria, como os furgões e caminhões leves produzidos durante o período da IFA. O exterior do carro compreendia uma combinação de painéis de aço e, para a parte central, carroceria de estrutura de madeira coberta de tecido. Depois de 1953, os painéis principais foram feitos de duroplast, reduzindo o peso do carro e antecipando as tecnologias de peso leve que seriam aplicadas à construção do Trabant.
A empresa suíça de construção de carrocerias Holka produziu suas próprias carrocerias para o chassi F8 importado. As importações de chassis F8 começaram em 1939 e continuaram até 1944 (apesar da produção ter cessado em 1942) em pequenos números. Em 1944, a Holka até projetou e produziu (em quantidades muito pequenas) sua própria versão de um conversível, anteriormente importado. O carro final com carroceria Holka foi concluído em janeiro de 1945.

## Vida do modelo

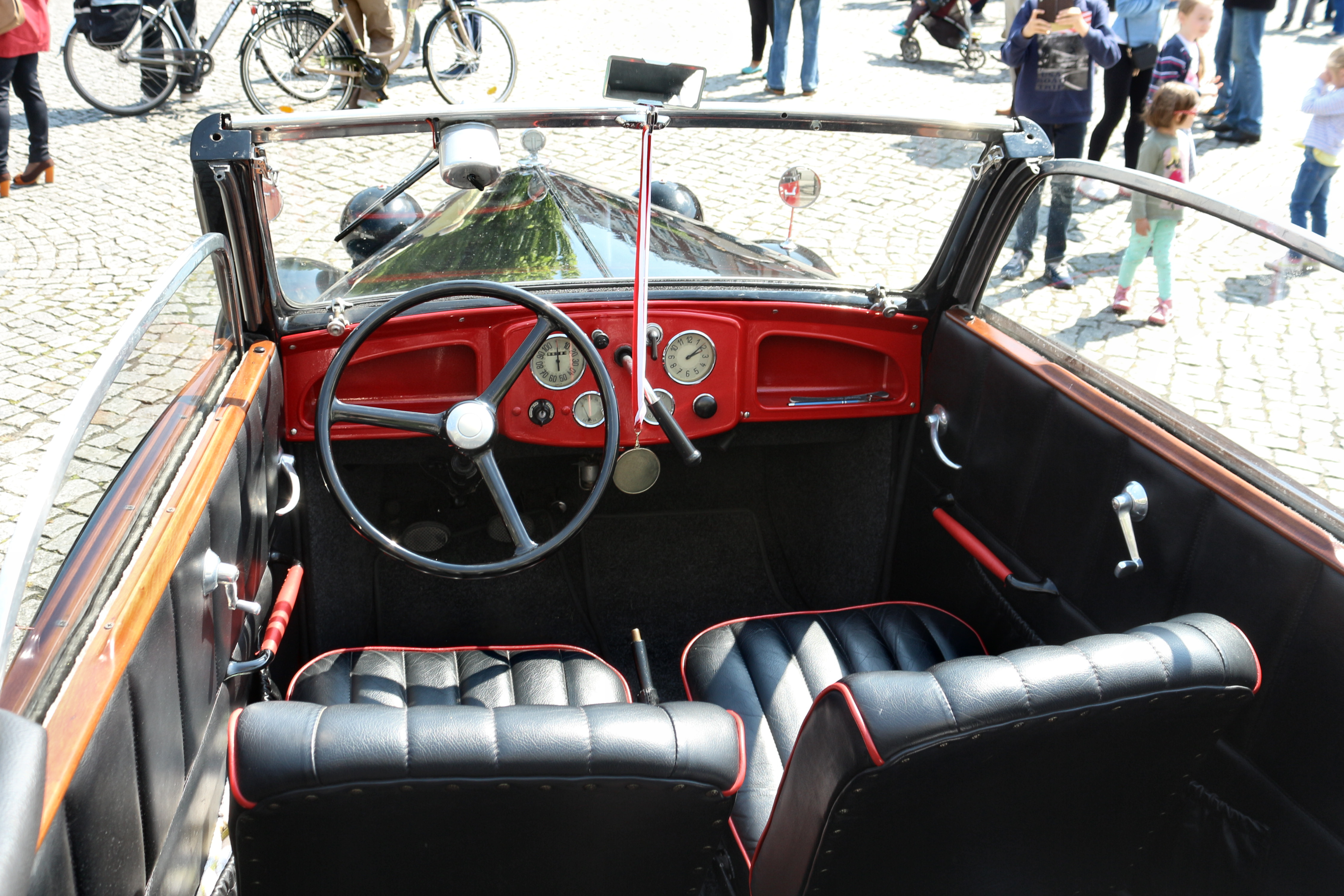
DKW F8 Cabriolet, interior

O F8 substituiu o DKW F7 após apenas dois anos de vida útil do modelo. Os pequenos DKWs estavam entre os carros pequenos mais vendidos na Alemanha durante a década de 1930, e a substituição regular do modelo fazia parte da estratégia de marketing bem-sucedida da Auto Union. Parece que o próprio F8 estava programado para uma substituição relativamente rápida pelo DKW F9 com carroceria de aço. A guerra interveio, no entanto, e a produção do Reichsklasse e do Cabriolet foi encerrada em 1940. A produção do Meisterklasse continuou até 1942. Em 1942, quando a produção de automóveis de passeio em Zwickau foi encerrada, aproximadamente 50.000 F8s foram produzidos. As vendas de novos carros e chassis F8 continuaram até 1944, e a empresa suíça de construção de carrocerias Holka ainda estava encarroçando novos chassis F8 durante 1943 e 1944. Essa empresa até introduziu um novo conversível em 1944, embora apenas um pequeno número tenha sido produzido. Logo após a guerra, demorou um pouco para que a produção da DKW fosse retomada, mas os F8s de antes da guerra logo apareceram nas estradas alemãs: o carro era bastante vendido antes da Segunda Guerra Mundial e os militares durante a primeira metade da década de 1940 acharam as dimensões modestas e o desempenho do F8 relativamente pouco atraentes.
Na Feira de Leipzig de 1947, o carro reapareceu, agora com o emblema DKW-IFA F8. A produção do IFA F8 oriental recomeçou em ou antes de 1949 na fábrica de Zwickau da Auto Union, que ficava na zona ocupada pelos soviéticos na Alemanha e foi expropriada para se tornar a VEB Automobilwerke Zwickau (AWZ).

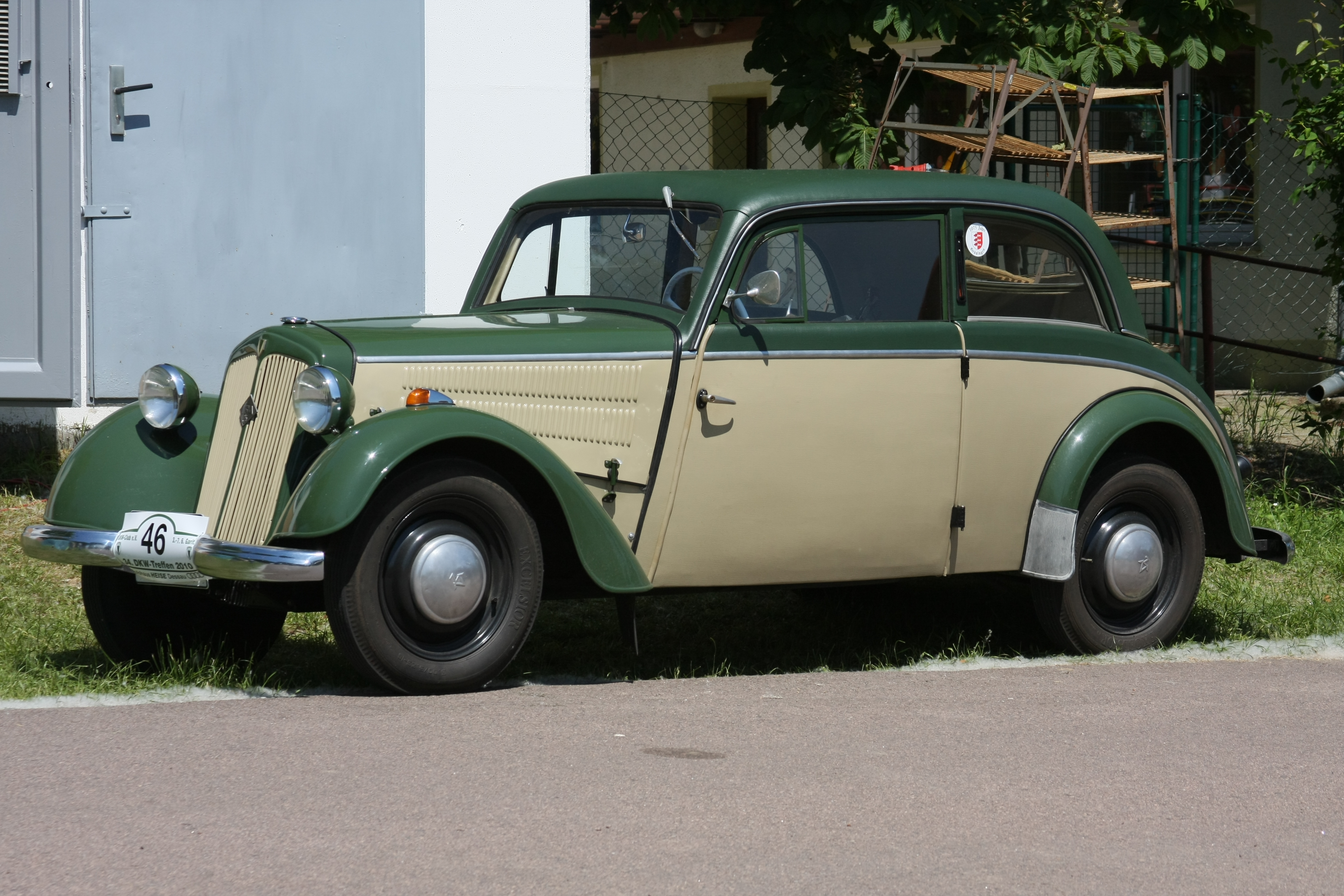
IFA F8 sedã de 2 portas

Acredita-se que em 1955 mais 26.267 carros foram produzidos como IFA F8. Sob um acordo comercial "interzonal" concluído em 1950/51, aproximadamente 1.000 carros foram exportados para o que agora se tornara de fato o país separado da Alemanha Ocidental. Uma gama mais ampla de opções de carroceria incluía uma perua e variantes comerciais leves. Em 1954, um Cabriolet deluxe com carroceria aerodinâmica especial foi introduzido, destinado principalmente como um especial de exportação para o mercado ocidental. Depois que a marca IFA foi eliminada, os F8s finais foram evidentemente identificados como Wartburgs. O motor de dois cilindros e 700 cc a dois tempos sobreviveu no icônico Trabant.